# Henrik Djernis
Henrik Djernis, född den 22 april 1966 i Svebølle, är en dansk tidigare tävlingscyklist som var professionell från 1994 till 2001 och hade stora framgångar inom mountainbike (världsmästare i cross country tre år i rad 1992–1994) och cykelcross (amatörvärldsmästare 1993). Han blev dansk mästare sex gånger i MTB (XCO) och sexton gånger i cross (plus två juniormästerskap).
Djernis utsågs till Danmarks bäste cyklist (Årets Cykelrytter) 1992 och 1993, avslutade karriären efter vintersäsongen 2000/2001 och driver sedan 2002 en cykelbutik (Fri BikeShop) i Kalundborg. Han valdes in i den danska Cykelsportens Hall of Fame 2018.

## Meriter – cykelcross

### Junior (U19)
| 1982/1983 Dansk juniormästare | 1983/1984 Dansk juniormästare 9:a vid Junior-VM |

### Amatör
| 1984/1985 9:a vid Världsmästerskapen (amatörer) 1987/1988 3:a vid Världsmästerskapen (amatörer) | 1990/1991 2:a vid Världsmästerskapen (amatörer) 1992/1993 Världsmästare (amatörer) |

### Elit
Världsmästerskapen och de danska mästerskapen hölls i januari–mars, medan UCI World Cup och Superpresitige är vintersäsongslånga serier av olika deltävlingar. Världsrankingen visar Djernis placering vid säsongsslutet i februari/mars.
| SäsongTävling       | 1984 1985 | 1985 1986 | 1986 1987 | 1987 1988 | 1988 1989 | 1989 1990 | 1990 1991 | 1991 1992 | 1992 1993 | 1993 1994 | 1994 1995 | 1995 1996 | 1996 1997 | 1997 1998 | 1998 1999 | 1999 2000 | 2000 2001 |
| ------------------- | --------- | --------- | --------- | --------- | --------- | --------- | --------- | --------- | --------- | --------- | --------- | --------- | --------- | --------- | --------- | --------- | --------- |
| Världsmästerskapen  | Am.       | Am.       | Am.       | Am.       | Am.       | Am.       | Am.       | Am.       | Am.       | 14        | –         | 4         | 11        |           | –         | 24        | 6         |
| Danska mästerskapen |           |           |           |           |           |           |           |           |           |           |           |           |           |           |           |           |           |
| UCI World Cup       | X         | X         | X         | X         | X         | X         | X         | X         | X         | X         | –         | 27        | –         | 17        | –         | –         | 30        |
| Superprestige       | –         | –         | –         | –         | –         | 11        | –         | 25        | 28        | 29        | –         | 34        | –         | –         | –         | –         | –         |
| UCI:s världsranking | X         | X         | X         | X         | X         | X         | X         | X         | 7         | 17        | 37        | 26        | 109       | 19        | 115       | 52        | 24        |

X = Ej införd     Am. = Amatör

## Meriter – mountainbike
| 1992 Världsmästare i cross country (XCO) 1993 Världsmästare i cross country (XCO) Dansk mästare i cross country (XCO) | 1994 Världsmästare i cross country (XCO) Dansk mästare i cross country (XCO) 1997 Dansk mästare i cross country (XCO) 2:a i cross country (XCO) vid Världsmästerskapen | 1998 Dansk mästare i cross country (XCO) 2:a i cross country (XCO) vid Nordiska mästerskapen 1999 Dansk mästare i cross country (XCO) 2000 Dansk mästare i cross country (XCO) |